# Kings—Hants
Circonscription électorale fédérale du Canada
Kings—Hants (auparavant Annapolis Valley—Hants) est une circonscription électorale fédérale canadienne située dans la province de la Nouvelle-Écosse.
Elle se trouve sur le côte sud du bassin des Mines de la baie de Fundy, englobant le comté de Hants et la partie est de Kings.
Les circonscriptions limitrophes sont Halifax-Ouest, Sackville—Eastern Shore, Cumberland—Colchester—Musquodoboit Valley, Nova-Ouest et South Shore—St. Margaret's.

## Historique
La circonscription a été créée initialement sous le nom de Annapolis Valley—Hants en 1976 à partir des circonscriptions d'Annapolis Valley et d'Halifax—East Hants. Elle fut renommée Kings—Hants en 2003.

## Députés
| Législature                                                     | Années        | Député       | Député       | Parti                     |
| --------------------------------------------------------------- | ------------- | ------------ | ------------ | ------------------------- |
| Annapolis Valley issue d'Annapolis Valley et Halifax—East Hants |               |              |              |                           |
| 31e                                                             | 1979–1980     |              | Pat Nowlan   | Progressiste-conservateur |
| 32e                                                             | 1980–1984     |              | Pat Nowlan   | Progressiste-conservateur |
| 33e                                                             | 1984–1988     |              | Pat Nowlan   | Progressiste-conservateur |
| 34e                                                             | 1988–1993     |              | Pat Nowlan   | Progressiste-conservateur |
| 35e                                                             | 1993–1997     |              | John Murphy  | Libéral                   |
| Kings—Hants                                                     |               |              |              |                           |
| 36e                                                             | 1997–2000     |              | Scott Brison | Progressiste-conservateur |
| 36e                                                             | 2000-2000     | Joe Clark    |              | Progressiste-conservateur |
| 37e                                                             | 2000–2003     | Scott Brison |              | Progressiste-conservateur |
| 37e                                                             | 2003-2004     | Scott Brison |              | Libéral                   |
| 38e                                                             | 2004–2006     | Scott Brison |              | Libéral                   |
| 39e                                                             | 2006–2008     | Scott Brison |              | Libéral                   |
| 40e                                                             | 2008–2011     | Scott Brison |              | Libéral                   |
| 41e                                                             | 2011–2015     | Scott Brison |              | Libéral                   |
| 42e                                                             | 2015–2019     | Scott Brison |              | Libéral                   |
| 43e                                                             | 2019–2021     |              | Kody Blois   | Libéral                   |
| 44e                                                             | 2021–2025     |              | Kody Blois   | Libéral                   |
| 45e                                                             | 2025–en cours |              | Kody Blois   | Libéral                   |

## Résultats électoraux
Modèle:Élection générale canadienne de 2025 — Kings—Hants
|       | Candidat                | Parti        | # de voix | % des voix |
|       | David Morse             | Conservateur | +08 605,  | 18,57 %    |
|       | (X) Scott Brison        | Libéral      | +32 789,  | 70,74 %    |
|       | Hugh Curry              | NPD          | +02 985,  | 6,44 %     |
|       | Will Cooper             | Vert         | +01 557,  | 3,36 %     |
|       | Megan Brown-Hodges      | Rhinocéros   | +00182,   | 0,39 %     |
|       | Edd Twohig              | Indépendant  | +00132,   | 0,28 %     |
|       | Clifford James Williams | Indépendant  | +00100,   | 0,22 %     |
| Total | Total                   | Total        | 46 350    | 100 %      |

|       | Candidat          | Parti        | # de voix | % des voix |
|       | David Morse       | Conservateur | +14 714,  | 36,63 %    |
|       | (x) Scott Brison  | Libéral      | +15 887,  | 39,56 %    |
|       | Mark Rogers       | NPD          | +08 043,  | 20,03 %    |
|       | Sheila Richardson | Vert         | +01 520,  | 3,78 %     |
| Total | Total             | Total        | 40 164    | 100 %      |

|       | Candidat         | Parti        | # de voix | % des voix |
|       | Rosemary Segado  | Conservateur | +09 846,  | 26,15 %    |
|       | (x) Scott Brison | Libéral      | +16 641,  | 44,19 %    |
|       | Carol E. Harris  | NPD          | +08 291,  | 22,02 %    |
|       | Brendan MacNeill | Vert         | +02 353,  | 6,25 %     |
|       | Jim Hnatiuk      | Héritage     | +00528,   | 1,4 %      |
| Total | Total            | Total        | 37 659    | 100 %      |